# Ignacio Cuevas
Ignacio Cuevas (* 31. Juli 1931 in Mexiko; † 23. Mai 1991 in Huntsville, Texas) war ein US-amerikanischer Mörder.

## Biographie
Der Sohn eines eingewanderten Farmarbeiters war verheiratet und Vater von neun Kindern. Cuevas tötete am 9. Januar 1970 während einer Auseinandersetzung in einem Lokal Rito Villanon durch drei Kopfschüsse. Er wurde knapp eine Stunde später verhaftet und wegen Mordes zu 45 Jahren Haft verurteilt. 1971 wurde er in die Huntsville Unit eingeliefert.
Am 24. Juli 1974 war er an der längsten Gefängnisgeiselnahme in der Geschichte der USA beteiligt, als er zusammen mit den Häftlingen Federico Carrasco und Rudolfo Dominguez die Gefängnisbibliothek übernahm und 15 Menschen in seine Gewalt brachte, darunter 11 zivile Angestellte. Sie verfügten über drei Pistolen und etwa 300 Schuss Munition, die in Lebensmitteldosen eingeschmuggelt worden waren.
Während der folgenden elf Tage gelang einer Geisel die Flucht, zwei weitere wurden aus medizinischen Gründen freigelassen. Am 3. August versuchten die drei Kriminellen einen bereitgestellten gepanzerten Wagen zu erreichen. Sie fesselten sich dabei mit Handschellen jeweils an eine weibliche Geisel, verstärkten Kreidetafeln mit Büchern und wollten in diesen von den Medien als „Trojan Taco“ bezeichneten Gefährt, das Fluchtfahrzeug erreichen.
Die Polizei versuchte jedoch die Täter mit Wasserwerfern zu überwältigen, worauf es zu einer Schießerei kam. Carrasco, Dominguez und zwei Geiseln wurden getötet. Cuevas wurde unverletzt überwältigt und der beiden Geiselmorde an der Bibliothekarin Julia Standley und der Lehrerin Elizabeth Beseda angeklagt. Obwohl er nachweislich keine der beiden Frauen erschossen hatte, wurde er 1975 laut geltendem texanischen Gesetz wegen Mordes an Julia Standley zum Tode verurteilt, die von seinem Komplizen Rudolfo Dominguez erschossen worden war. Am 30. Mai 1975 wurde er in den Todestrakt von Texas überstellt.
Seine Verurteilung wurde 1978 wegen eines Verfahrensfehlers aufgehoben, jedoch wurde er in einem erneuten Prozess 1979 wieder zum Tode verurteilt. Auch dieses Urteil wurde 1982 aufgrund eines Verfahrensfehlers aufgehoben und ein drittes Verfahren durchgeführt, bei dem Cuevas 1983 zum dritten Mal zum Tode verurteilt wurde. Das Urteil und die Strafe wurden im Juli 1987 vom texanischen Berufungsgericht bestätigt.
Am 23. Mai 1991 wurde Ignacio Cuevas in der Huntsville Unit mit der Giftspritze hingerichtet.